# Roscoe Tanner
Leonard Roscoe Tanner (* 15. Oktober 1951 in Chattanooga) ist ein ehemaliger US-amerikanischer Tennisspieler.

## Karriere
Sein größter Erfolg als Tennisspieler war im Januar 1977 der Gewinn der Australian Open. An Position zwei gesetzt stand er nach fünf Siegen im Finale dem topgesetzten Guillermo Vilas gegenüber. Mit 6:3, 6:3 und 6:3 besiegte Tanner Vilas und sicherte sich damit seinen einzigen Grand-Slam-Titel. Als Serve- und Volleyspieler lagen ihm die Rasenplätze, und so schaffte er es auch 1979 ins Finale von Wimbledon, in dem er Björn Borg an den Rand einer Niederlage brachte. Er unterlag Borg mit 7:6, 1:6, 6:3, 3:6 und 4:6. Die Partie war die erste Liveübertragung eines Wimbledon-Finals in den Vereinigten Staaten. 1974 und 1979 stand er jeweils im Halbfinale des Einzels der US Open. 1974 schied er gegen Jimmy Connors in drei Sätzen aus, fünf Jahre darauf unterlag er Vitas Gerulaitis trotz 2:0-Satzführung noch in fünf Sätzen.
Er gewann insgesamt 16 Einzel- und 13 Doppelturniere sowie 1981 mit dem US-amerikanischen Team den Davis Cup. Unter Kapitän Arthur Ashe bezwang er neben John McEnroe und Peter Fleming mit 3:1 Argentinien, wobei Tanner seine Einzelpartie gegen José Luis Clerc verlor. Seine höchste Platzierung in der Weltrangliste im Einzel erreichte er am 30. Juli 1979 mit Rang vier. In der Doppel-Wertung gelang ihm am 23. August 1977 sein Karrierebestwert mit Rang 14.
Im Jahr 1984 trat Tanner, der insbesondere für seinen harten Aufschlag bekannt war, vom Tennissport zurück.

## Privates
Tanner studierte an der Stanford University. Er war dreimal verheiratet und hat mit vier verschiedenen Frauen insgesamt fünf Töchter.
Zahlreiche Male kam Tanner mit dem Gesetz in Konflikt. Erstmals war dies 1997 wegen ausbleibender Unterhaltszahlungen der Fall, es kam zu einer Festnahme. 2003 wurde er in Karlsruhe wegen Scheckbetrugs verhaftet und verbüßte einige Wochen in Haft, ehe er in die Staaten überstellt wurde und dort wegen seiner Betrügereien und erneut ausgebliebenen Unterhaltszahlungen insgesamt acht Monate in Haft verbrachte. Er erhielt zudem eine zehnjährige Bewährungsstrafe, gegen die er 2006 verstieß und ab Januar weitere zwei Jahre in Haft musste. Auch in der Folge kam es noch mehrfach zu Verhaftungen, unter anderem wegen Scheckbetrugs.

## Erfolge
| Legende                      |
| Grand Slam (1)               |
| Masters Grand Prix           |
| Grand Prix Super Series      |
| Grand Prix World Series (28) |
| ATP Challenger Tour          |

| ATP-Titel nach Belag |
| Hartplatz (12)       |
| Sand (2)             |
| Rasen (4)            |
| Teppich (11)         |

### Einzel

#### Turniersiege
| Nr. | Jahr               | Turnier           | Belag         | Finalgegner        | Ergebnis                |
| --- | ------------------ | ----------------- | ------------- | ------------------ | ----------------------- |
| 1.  | 22. April 1974     | Denver WCT        | Teppich (i)   | Arthur Ashe        | 6:2, 6:4                |
| 2.  | 21. Oktober 1974   | Christchurch      | Teppich (i)   | Ray Ruffels        | 6:4, 6:2                |
| 3.  | 12. Mai 1975       | Las Vegas WCT     | Hartplatz     | Ross Case          | 5:7, 7:5, 7:6           |
| 4.  | 14. Juli 1975      | Chicago           | Teppich (i)   | John Alexander     | 6:1, 6:7, 7:6           |
| 5.  | 12. Juli 1976      | Cincinnati        | Sand          | Eddie Dibbs        | 7:6, 6:3                |
| 6.  | 2. August 1976     | Columbus          | Hartplatz     | Stan Smith         | 6:4, 7:6                |
| 7.  | 27. September 1976 | San Francisco     | Hartplatz (i) | Brian Gottfried    | 4:6, 7:5, 6:1           |
| 8.  | 1. November 1976   | Tokio Outdoor     | Sand          | Corrado Barazzutti | 6:3, 6:2                |
| 9.  | 3. Januar 1977     | Australian Open   | Rasen         | Guillermo Vilas    | 6:3, 6:3, 6:3           |
| 10. | 12. Dezember 1977  | Sydney            | Rasen         | Brian Teacher      | 6:3, 3:6, 6:3, 6:7, 6:4 |
| 11. | 13. Februar 1978   | Palm Springs      | Hartplatz     | Raúl Ramírez       | 6:1, 7:6                |
| 12. | 31. Juli 1978      | New Orleans       | Teppich (i)   | Victor Amaya       | 6:3, 7:5                |
| 13. | 12. Februar 1979   | Rancho Mirage     | Hartplatz     | Brian Gottfried    | 6:4, 6:2                |
| 14. | 12. März 1979      | Washington Indoor | Teppich (i)   | Brian Gottfried    | 6:4, 6:4                |
| 15. | 26. Januar 1981    | Philadelphia      | Teppich (i)   | Wojciech Fibak     | 6:2, 7:6, 7:5           |

#### Finalteilnahmen
| Nr. | Jahr               | Turnier                            | Belag         | Finalgegner      | Ergebnis                |
| --- | ------------------ | ---------------------------------- | ------------- | ---------------- | ----------------------- |
| 1.  | 18. September 1972 | Los Angeles (1)                    | Hartplatz     | Stan Smith       | 4:6, 4:6                |
| 2.  | 25. September 1972 | Albany                             | Teppich       | Jimmy Connors    | 2:6, 6:7                |
| 3.  | 29. Januar 1973    | Mailand                            | Teppich (i)   | Marty Riessen    | 6:74, 0:6, 6:73         |
| 4.  | 25. März 1974      | Palm Desert                        | Hartplatz     | Rod Laver        | 4:6, 2:6                |
| 5.  | 12. August 1974    | Columbus                           | Hartplatz     | Raúl Ramírez     | 6:3, 6:7, 4:6           |
| 6.  | 30. September 1974 | Maui                               | Hartplatz     | John Newcombe    | 6:7, 6:7                |
| 7.  | 3. Februar 1975    | St. Petersburg                     | Teppich (i)   | Raúl Ramírez     | 0:6, 6:1, 2:6           |
| 8.  | 7. April 1975      | St. Louis                          | Teppich (i)   | Vitas Gerulaitis | 6:2, 2:6, 3:6           |
| 9.  | 21. April 1975     | Charlotte                          | Sand          | Raúl Ramírez     | 6:3, 4:6, 3:6           |
| 10. | 15. September 1975 | Los Angeles (2)                    | Teppich (i)   | Arthur Ashe      | 6:3, 5:7, 3:6           |
| 11. | 19. Januar 1976    | Birmingham                         | Teppich (i)   | Jimmy Connors    | 4:6, 6:3, 1:6           |
| 12. | 22. März 1976      | Palm Springs                       | Hartplatz     | Jimmy Connors    | 4:6, 4:6                |
| 13. | 23. August 1976    | South Orange (1)                   | Sand          | Ilie Năstase     | 4:6, 2:6                |
| 14. | 15. November 1976  | Wembley                            | Teppich (i)   | Jimmy Connors    | 6:3, 6:7, 4:6           |
| 15. | 1. August 1977     | South Orange (2)                   | Sand          | Guillermo Vilas  | 4:6, 1:6                |
| 16. | 26. September 1977 | World Invitational Tennis Classics | Sand          | Björn Borg       | 4:6, 5:7                |
| 17. | 14. November 1977  | WCT Challenge Cup                  | Teppich (i)   | Jimmy Connors    | 2:6, 6:5, 6:3, 2:6, 5:6 |
| 18. | 23. Januar 1978    | Philadelphia                       | Teppich (i)   | Jimmy Connors    | 2:6, 4:6, 3:6           |
| 19. | 19. März 1979      | New Orleans                        | Teppich (i)   | John McEnroe     | 4:6, 2:6                |
| 20. | 25. Juni 1979      | Wimbledon                          | Rasen         | Björn Borg       | 7:6, 1:6, 6:3, 3:6, 4:6 |
| 21. | 20. August 1979    | Cincinnati                         | Hartplatz     | Peter Fleming    | 4:6, 2:6                |
| 22. | 28. Januar 1980    | Richmond                           | Teppich (i)   | John McEnroe     | 1:6, 2:6                |
| 23. | 23. Februar 1981   | Memphis                            | Teppich (i)   | Gene Mayer       | 2:6, 4:6                |
| 24. | 15. Juni 1981      | Bristol                            | Rasen         | Mark Edmondson   | 3:6, 7:5, 4:6           |
| 25. | 12. Oktober 1981   | Sydney Indoor                      | Hartplatz (i) | John McEnroe     | 4:6, 5:7, 2:6           |
| 26. | 9. August 1982     | Carlsbad                           | Hartplatz     | Johan Kriek      | 0:6, 6:4, 0:6, 4:6      |

### Doppel
| Nr. | Jahr               | Turnier          | Belag         | Partner          | Finalgegner                          | Ergebnis      |
| --- | ------------------ | ---------------- | ------------- | ---------------- | ------------------------------------ | ------------- |
| 1.  | 23. April 1973     | Denver WCT       | Teppich (i)   | Arthur Ashe      | Tom Okker Marty Riessen              | 3:6, 6:3, 7:6 |
| 2.  | 25. Februar 1974   | Barcelona WCT    | Teppich (i)   | Arthur Ashe      | Tom Edlefsen Tom Leonard             | 6:3, 6:4      |
| 3.  | 22. April 1974     | Denver WCT       | Teppich (i)   | Arthur Ashe      | Mark Cox Jun Kamiwazumi              | 6:3, 7:6      |
| 4.  | 30. September 1974 | Maui             | Hartplatz     | Dick Stockton    | Owen Davidson John Newcombe          | 6:3, 7:6      |
| 5.  | 21. Oktober 1974   | Christchurch     | Teppich (i)   | Ismail El Shafei | Syd Ball Ray Ruffels                 | kampflos      |
| 6.  | 28. Oktober 1974   | Jakarta          | Hartplatz     | Ismail El Shafei | Jürgen Faßbender Hans-Jürgen Pohmann | 7:5, 6:3      |
| 7.  | 16. Juni 1975      | Nottingham       | Rasen         | Charlie Pasarell | Tom Okker Marty Riessen              | 6:2, 6:3      |
| 8.  | 15. März 1976      | Carlsbad         | Hartplatz     | Marty Riessen    | Peter Fleming Gene Mayer             | 7:6, 7:6      |
| 9.  | 5. April 1976      | Johannesburg WCT | Hartplatz     | Marty Riessen    | Frew McMillan Tom Okker              | 6:2, 7:5      |
| 10. | 27. September 1976 | San Francisco    | Hartplatz (i) | Dick Stockton    | Brian Gottfried Bob Hewitt           | 6:3, 6:4      |
| 11. | 25. Oktober 1976   | Perth            | Hartplatz (i) | Dick Stockton    | Bob Carmichael Ismail El Shafei      | 6:7, 6:1, 6:2 |
| 12. | 15. November 1976  | Wembley          | Teppich (i)   | Stan Smith       | Wojciech Fibak Brian Gottfried       | 7:6, 6:3      |
| 13. | 13. Februar 1978   | Palm Springs     | Hartplatz     | Raymond Moore    | Bob Hewitt Frew McMillan             | 6:4, 6:4      |

#### Finalteilnahmen
| Nr. | Jahr             | Turnier        | Belag         | Doppelpartner    | Finalgegner                   | Ergebnis                |
| --- | ---------------- | -------------- | ------------- | ---------------- | ----------------------------- | ----------------------- |
| 1.  | 1. August 1971   | Columbus       | Hartplatz     | Jimmy Connors    | Jim McManus Jim Osborne       | 6:4, 5:7, 2:6           |
| 2.  | 2. August 1971   | Cincinnati (1) | Sand          | Sandy Mayer      | Stan Smith Erik van Dillen    | 4:6, 4:6                |
| 3.  | 27. Januar 1973  | London         | Teppich (i)   | Arthur Ashe      | Tom Okker Marty Riessen       | 3:6, 3:6                |
| 4.  | 25. März 1973    | Washington     | Teppich (i)   | Arthur Ashe      | Tom Okker Marty Riessen       | 6:4, 6:7, 2:6           |
| 5.  | 8. April 1973    | Houston (1)    | Sand          | Arthur Ashe      | Tom Okker Marty Riessen       | 5:7, 5:7                |
| 6.  | 4. November 1973 | Paris          | Hartplatz (i) | Arthur Ashe      | Ilie Năstase                  | 2:6, 6:4, 5:7           |
| 7.  | 17. Februar 1974 | Bologna        | Teppich (i)   | Arthur Ashe      | Ove Bengtson Björn Borg       | 4:6, 7:5, 6:4, 6:7, 2:6 |
| 8.  | 21. April 1974   | Houston (2)    | Sand          | Arthur Ashe      | Colin Dibley Rod Laver        | 6:4, 6:7, 4:6           |
| 9.  | 9. Februar 1975  | St. Petersburg | Teppich (i)   | Charlie Pasarell | Brian Gottfried Raúl Ramírez  | 4:6, 4:6                |
| 10. | 23. Februar 1975 | Carlsbad       | Hartplatz     | Charlie Pasarell | Brian Gottfried Raúl Ramírez  | 5:7, 4:6                |
| 11. | 9. November 1975 | Stockholm      | Hartplatz (i) | Charlie Pasarell | Bob Hewitt Frew McMillan      | 6:3, 3:6, 4:6           |
| 12. | 8. März 1976     | Memphis        | Teppich (i)   | Marty Riessen    | Vijay Amritraj Anand Amritraj | 3:6, 4:6                |
| 13. | 4. Oktober 1976  | Maui           | Hartplatz     | Dick Stockton    | Raymond Moore Allan Stone     | 7:6, 3:6, 4:6           |
| 14. | 21. Februar 1977 | Palm Springs   | Hartplatz     | Marty Riessen    | Bob Hewitt Frew McMillan      | 6:7, 6:7                |
| 15. | 17. Juli 1977    | Cincinnati (2) | Sand          | Bob Hewitt       | John Alexander Phil Dent      | 3:6, 6:7                |
| 16. | 7. November 1977 | Hongkong       | Hartplatz     | Marty Riessen    | Syd Ball Kim Warwick          | 6:7, 3:6                |